# Malden (Illinois)
Malden es una villa ubicada en el condado de Bureau en el estado estadounidense de Illinois. En el Censo de 2010 tenía una población de 362 habitantes y una densidad poblacional de 508,25 personas por km².

## Geografía
Malden se encuentra ubicada en las coordenadas 41°25′30″N 89°22′11″O / 41.42500, -89.36972. Según la Oficina del Censo de los Estados Unidos, Malden tiene una superficie total de 0.71 km², de la cual 0.71 km² corresponden a tierra firme y (0%) 0 km² es agua.

## Demografía
Según el censo de 2010, había 362 personas residiendo en Malden. La densidad de población era de 508,25 hab./km². De los 362 habitantes, Malden estaba compuesto por el 98.07% blancos, el 0% eran afroamericanos, el 0% eran amerindios, el 1.66% eran asiáticos, el 0% eran isleños del Pacífico, el 0% eran de otras razas y el 0.28% pertenecían a dos o más razas. Del total de la población el 0.83% eran hispanos o latinos de cualquier raza.